# Clasificación europea para la Copa Mundial de Rugby de 2019
La clasificación europea para la Copa Mundial de Rugby de 2019 arrancó en septiembre de 2016, con cinco selecciones compitiendo por una plaza directa, y otros 26 equipos, además de los cinco anteriores, luchando por un puesto en las repescas.

## Formato
La edición 2017 del Rugby Europe Championship y del resto de nuevas divisiones continentales inferiores serán los torneos regionales de clasificación para la Copa Mundial de Rugby de 2019. El mejor equipo del torneo (excluida Georgia) accederá directamente a la cita mundialista. 
Los ganadores de los grupos Norte y Sur de la cuarta división europea (Rugby Europe Conference 2) disputarán la primera ronda eliminatoria de clasificación. A su vez, los ganadores de los grupos Norte y Sur de la tercera división europea (Rugby Europe Conference 1) disputarán otra eliminatoria, cuyo ganador se enfrentará al ganador de la cuarta división en la segunda ronda eliminatoria de clasificación. La tercera ronda eliminatoria de clasificación será la que enfrente al ganador de la segunda ronda y al ganador de la segunda división europea(Rugby Europe Trophy). Finalmente, el ganador de la tercera ronda eliminatoria se enfrentará al segundo clasificado de la primera división europea (Rugby Europe Championship) excluida Georgia. El ganador de la cuarta ronda eliminatoria se enfrentará al tercer equipo clasificado de Oceanía, y el ganador irá a la Copa Mundial de Rugby de 2019. 

## Equipos participantes
Treinta y un equipos compiten en la fase de clasificación europea.
| País                 | Ranking (junio de 2016) | Inicio competición       | Estado clasificatorio                                        |
| -------------------- | ----------------------- | ------------------------ | ------------------------------------------------------------ |
| Alemania             | 26                      | 11 de febrero de 2017    | Eliminada por Samoa en repechaje intercontinental            |
| Andorra              | 62                      | 22 de octubre de 2016    | Eliminada por Malta el 11 de febrero de 2017                 |
| Austria              | 87                      | 8 de octubre de 2016     | Eliminada por Serbia el 29 de abril de 2017                  |
| Bélgica              | 25                      | 18 de febrero de 2017    | Eliminada por descalificación el 15 de mayo de 2018          |
| Bosnia y Herzegovina | 74                      | 8 de octubre de 2016     | Eliminada por Hungría el 20 de mayo de 2017                  |
| Chipre               | NR                      | 29 de octubre de 2016    | Eliminada por Andorra el 11 de febrero de 2017               |
| Croacia              | 54                      | 29 de octubre de 2016    | Eliminada por Malta el 29 de abril de 2017                   |
| Dinamarca            | 88                      | 8 de octubre de 2016     | Eliminada por Hungría el 6 de mayo de 2017                   |
| Escocia              | 8                       | N/A                      | Clasificada al acabar en el Top 12 de la Copa del Mundo 2015 |
| Eslovenia            | 67                      | 29 de octubre de 2016    | Eliminada por Austria el 22 de abril de 2017                 |
| España               | 23                      | 12 de febrero de 2017    | Eliminada por descalificación el 15 de mayo de 2018          |
| Estonia              | NR                      | 1 de octubre de 2016     | Eliminada por Hungría el 22 de abril de 2017                 |
| Finlandia            | 97                      | 8 de octubre de 2016     | Eliminada por Dinamarca el 22 de abril de 2017               |
| Francia              | 7                       | N/A                      | Clasificada al acabar en el Top 12 de la Copa del Mundo 2015 |
| Gales                | 5                       | N/A                      | Clasificada al acabar en el Top 12 de la Copa del Mundo 2015 |
| Georgia              | 11                      | N/A                      | Clasificada al acabar en el Top 12 de la Copa del Mundo 2015 |
| Hungría              | 82                      | 1 de octubre de 2016     | Eliminada por República Checa el 27 de abril de 2017         |
| Inglaterra           | 2                       | N/A                      | Clasificada al acabar en el Top 12 de la Copa del Mundo 2015 |
| Irlanda              | 6                       | N/A                      | Clasificada al acabar en el Top 12 de la Copa del Mundo 2015 |
| Israel               | 63                      | 5 de noviembre de 2016   | Eliminada por Malta el 22 de abril de 2017                   |
| Italia               | 13                      | N/A                      | Clasificada al acabar en el Top 12 de la Copa del Mundo 2015 |
| Letonia              | 51                      | 22 de octubre de 2016    | Eliminada por República Checa el 15 de abril de 2017         |
| Lituania             | 45                      | 5 de noviembre de 2016   | Eliminada por República Checa el 15 de abril de 2017         |
| Luxemburgo           | 59                      | 22 de octubre de 2016    | Eliminada por República Checa el 15 de abril de 2017         |
| Malta                | 48                      | 22 de octubre de 2016    | Eliminada por República Checa el 20 de abril de 2017         |
| Moldavia             | 32                      | 12 de noviembre de 2016  | Eliminado por Portugal el 11 de marzo de 2017                |
| Noruega              | 90                      | 8 de octubre de 2016     | Eliminada por Hungría el 6 de mayo de 2017                   |
| Países Bajos         | 35                      | 5 de noviembre de 2016   | Eliminado por Portugal el 18 de marzo de 2017                |
| Polonia              | 27                      | 24 de septiembre de 2016 | Eliminado por Portugal el 11 de marzo de 2017                |
| Portugal             | 30                      | 19 de noviembre de 2016  | Eliminado por Alemania el 16 de junio de 2018                |
| República Checa      | 34                      | 3 de septiembre de 2016  | Eliminada por Portugal el 18 de noviembre de 2017            |
| Rumania              | 16                      | 11 de febrero de 2017    | Eliminada por descalificación el 15 de mayo de 2018          |
| Rusia                | 21                      | 12 de febrero de 2017    | Clasificada por descalificación el 15 de mayo de 2018        |
| Serbia               | 79                      | 29 de octubre de 2016    | Eliminada por Bosnia y Herzegovina el 22 de abril de 2017    |
| Suecia               | 58                      | 3 de septiembre de 2016  | Eliminada por Letonia el 29 de abril de 2017                 |
| Suiza                | 31                      | 19 de noviembre de 2016  | Eliminado por los Países Bajos el 18 de marzo de 2017        |
| Turquía              | NR                      | 5 de noviembre de 2016   | Retirado de la competición el 5 de noviembre de 2016         |
| Ucrania              | 27                      | 24 de septiembre de 2016 | Eliminado por Portugal el 4 de marzo de 2017                 |

## Primera ronda: Rugby Europe Conference 2

### Ronda 1A: Norte
| Puesto | Nación    | Partidos | Partidos | Partidos | Partidos | Puntos | Puntos | Puntos | Bonus | Clasificación |
| Puesto | Nación    | J        | G        | E        | P        | +      | -      | dif.   | Bonus | Clasificación |
| --- | --------- | -------- | -------- | -------- | -------- | ------ | ------ | ------ | ----- | ------------- |
| 1 | Hungría   | 4        | 4        | 0        | 0        | 157    | 30     | +127   | 3     | 19            |
| 2 | Dinamarca | 4        | 3        | 0        | 1        | 161    | 42     | +119   | 3     | 15            |
| 3 | Noruega   | 4        | 2        | 0        | 2        | 98     | 109    | -11    | 1     | 9             |
| 4 | Finlandia | 4        | 1        | 0        | 3        | 92     | 144    | –52    | 1     | 5             |
| 5 | Estonia   | 4        | 0        | 0        | 4        | 39     | 222    | –183   | 0     | 0             |
| Los puntos de la clasificación se obtienen del siguiente modo: Victoria - 4 puntos Empate - 2 puntos 4 o más ensayos - 1 punto Derrota por 7 puntos o menos - 1 punto Derrota por más de 7 puntos - 0 puntos |           |          |          |          |          |        |        |        |       |               |

| 1 de octubre de 2016 | Estonia | 5 - 53 | Hungría (BO) | Kalevi Keskstaadion, Tallin, |  |

| 8 de octubre de 2016 | Noruega | 48 - 31 | Finlandia | Estadio Bislett, Oslo, |  |

| 8 de octubre de 2016 | Hungría | 25 - 13 | Dinamarca | RCH Stadion, Esztergom, |  |

| 22 de octubre de 2016 | Finlandia (BO) | 51 - 6 | Estonia | Myllypuro Sports Park, Helsinki, |  |

| 22 de octubre de 2016 | Dinamarca (BO) | 20 - 0 | Noruega | Odense Atletikstadion, Odense, |  |

| 22 de abril de 2017 | Dinamarca (BO) | 53 - 5 | Finlandia | Odense Atletikstadion, Odense,    |  |
|                     |                |        |           | Árbitro(s): Darius Reks (Polonia) |  |

| 22 de abril de 2017 | Hungría (BO) | 42 - 7 | Noruega | RCH Stadion (Esztergom), |  |

| 29 de abril de 2017 | Estonia | 12 - 75 | Dinamarca (BO) | Kalevi Keskstaadion, Tallin, |  |

| 6 de mayo de 2017 | Finlandia | 5 - 37 | Hungría (BO) | Myllypuro Sports Park, Helsinki, |  |

| 6 de mayo de 2017 | Noruega (BO) | 43 - 16 | Estonia | International School of Stavanger, Stavanger, |  |

### Ronda 1B: Sur
| Puesto | Nación               | Partidos | Partidos | Partidos | Partidos | Puntos | Puntos | Puntos | Bonus | Clasificación |
| Puesto | Nación               | J        | G        | E        | P        | +      | -      | dif.   | Bonus | Clasificación |
| --- | -------------------- | -------- | -------- | -------- | -------- | ------ | ------ | ------ | ----- | ------------- |
| 1 | Bosnia y Herzegovina | 3        | 2        | 0        | 1        | 65     | 54     | +11    | 1     | 9             |
| 2 | Austria              | 3        | 2        | 0        | 1        | 54     | 51     | +3     | 0     | 8             |
| 3 | Eslovenia            | 3        | 1        | 0        | 2        | 89     | 48     | +41    | 2     | 6             |
| 4 | Serbia               | 3        | 1        | 0        | 2        | 52     | 107    | -55    | 0     | 4             |
| Los puntos de la clasificación se obtienen del siguiente modo: Victoria - 4 puntos Empate - 2 puntos 4 o más ensayos - 1 punto Derrota por 7 puntos o menos - 1 punto Derrota por más de 7 puntos - 0 puntos |                      |          |          |          |          |        |        |        |       |               |

| 8 de octubre de 2016 | Austria | 29 - 22 | Bosnia y Herzegovina (BD) | Stadion Hohe Warte, Viena,                |  |
|                      |         |         |                           | Árbitro(s): Stepan Cekal, República Checa |  |

| 29 de octubre de 2016 | Eslovenia (BO) | 74 - 13 | Serbia | Estadio ZSD Ljubljana, Liubliana,   |  |
|                       |                |         |        | Árbitro(s): Matteo Liperini, Italia |  |

| 8 de abril de 2017 | Eslovenia | 15 - 22 | Bosnia y Herzegovina | Estadio ZSD Ljubljana, Liubliana, |  |

| 22 de abril de 2017 | Austria | 13 - 0 | Eslovenia |  |  |

| 22 de abril de 2017 | Bosnia y Herzegovina | 21 - 10 | Serbia | Stadion Kamberovice Polje, Zenica, |  |

| 29 de abril de 2017 | Serbia | 29 - 12 | Austria | Stadion Kralj Petar I, Belgrado, |  |

### Final de la Ronda 1
En esta ronda, los ganadores de los dos grupos se enfrentan en la primera ronda eliminatoria por la clasificación para el Mundial
| 20 de mayo de 2017 | Hungría | 19 - 17 | Bosnia y Herzegovina | Franka Pálya, Esztergom,                                         |                                                                  |
| 16:00 (UTC+03)     |         | Reporte |                      | Asistencia: 800 espectadores Árbitro(s): Andrea Spadoni (Italia) | Asistencia: 800 espectadores Árbitro(s): Andrea Spadoni (Italia) |

## Segunda ronda: Rugby Europe Conference 1

### Ronda 2A: Norte
| Puesto | Nación          | Partidos | Partidos | Partidos | Partidos | Puntos | Puntos | Puntos | Bonus | Clasificación |
| Puesto | Nación          | J        | G        | E        | P        | +      | -      | dif.   | Bonus | Clasificación |
| --- | --------------- | -------- | -------- | -------- | -------- | ------ | ------ | ------ | ----- | ------------- |
| 1 | República Checa | 4        | 4        | 0        | 0        | 158    | 26     | +132   | 3     | 19            |
| 2 | Lituania        | 4        | 3        | 0        | 1        | 93     | 45     | +48    | 2     | 14            |
| 3 | Letonia         | 4        | 2        | 0        | 2        | 56     | 98     | -42    | 1     | 9             |
| 4 | Suecia          | 4        | 1        | 0        | 3        | 54     | 124    | -70    | 2     | 6             |
| 5 | Luxemburgo      | 4        | 0        | 0        | 4        | 39     | 107    | -68    | 1     | 1             |
| Los puntos de la clasificación se obtienen del siguiente modo: Victoria - 4 puntos Empate - 2 puntos 4 o más ensayos - 1 punto Derrota por 7 puntos o menos - 1 punto Derrota por más de 7 puntos - 0 puntos |                 |          |          |          |          |        |        |        |       |               |

| 3 de septiembre de 2016 | Suecia | 14 - 56 | República Checa (BO) | Enkopings Rugbyklubb, Enkoping, |  |

| 22 de octubre de 2016 | Letonia | 31 - 24 | Luxemburgo (BD) | Estadio Dauvaga, Riga, |  |

| 5 de noviembre de 2016 | Lituania | 11 - 6 | Letonia (BD) | NFA stadionas, Kaunas, |  |

| 5 de noviembre de 2016 | Luxemburgo | 0 - 19 | Suecia (BO) | Estadio Josy Barthel, Luxemburgo, |  |

| 12 de noviembre de 2016 | República Checa | 15 - 6 | Lituania | Stadion ragby Císařka, Praga, |  |

| 15 de abril de 2017 | República Checa | 54 - 3 | Letonia | Stadion ragby Císařka, Praga, |  |

| 22 de abril de 2017 | Lituania (BO) | 24 - 12 | Luxemburgo | Vingis Park, Vilnius, |  |

| 29 de abril de 2017 | Letonia | 16 - 9 | Suecia (BD) | Daugava Stadion, Riga, |  |

| 6 de mayo de 2017 | Suecia | 12 - 52 | Lituania (BO) | Enköpings Rugbyklubb, Enkopings, |  |

| 6 de mayo de 2017 | Luxemburgo | 3 - 33 | República Checa (BO) | Estadio Josy Barthel, Luxemburgo, |  |

### Ronda 2B: Sur
| Puesto | Nación  | Partidos | Partidos | Partidos | Partidos | Puntos | Puntos | Puntos | Bonus | Clasificación |
| Puesto | Nación  | J        | G        | E        | P        | +      | -      | dif.   | Bonus | Clasificación |
| --- | ------- | -------- | -------- | -------- | -------- | ------ | ------ | ------ | ----- | ------------- |
| 1 | Malta   | 4        | 3        | 1        | 0        | 147    | 49     | +98    | 3     | 17            |
| 2 | Israel  | 4        | 3        | 0        | 1        | 135    | 100    | +35    | 2     | 14            |
| 3 | Croacia | 4        | 2        | 1        | 1        | 106    | 79     | +27    | 2     | 12            |
| 4 | Andorra | 4        | 1        | 0        | 3        | 62     | 181    | -119   | 0     | 4             |
| 5 | Chipre  | 4        | 0        | 0        | 4        | 72     | 113    | -41    | 2     | 1             |
| Los puntos de la clasificación se obtienen del siguiente modo: Victoria - 4 puntos Empate - 2 puntos 4 o más ensayos - 1 punto Derrota por 7 puntos o menos - 1 punto Derrota por más de 7 puntos - 0 puntos |         |          |          |          |          |        |        |        |       |               |

| 22 de octubre de 2016 | Andorra | 16 - 63 | Malta (BO) | Estadi Nacional, Andorra La Vieja, |  |

| 29 de octubre de 2016 | Malta (BO) | 31 - 3 | Chipre | Hibernians Ground, Paola, |  |

| 29 de octubre e 2016 | Croacia (BO) | 47 - 15 | Andorra | Stadion Stari Plac, Split, |  |

| 5 de noviembre de 2016 | Israel | 23 - 16 | Croacia (BD) | Wingate Institute, Netanya, |  |

| 12 de noviembre de 2016 | Chipre | 28 - 38 | Israel (BO) | Estadio Paifako, Paphos, |  |

| 11 de febrero de 2017 | Andorra | 15 - 14 | Chipre (BD) | Estadi Nacional, Andorra La Vieja, |  |
|                       |         | Reporte |             |                                    |  |

| 8 de abril de 2017 | Israel (BO) | 57 - 17 | Andorra | Wingate Institute, Netanya, |  |

| 22 de abril de 2017 | Malta (BO) | 39 - 17 | Israel | Hibernians Stadium, Paola, |  |

| 29 de abril de 2017 | Croacia | 14 - 14 | Malta | Stadion NSC Stjepan Spajic, Zagreb, |  |

| 6 de mayo de 2017 | Chipre (BD) | 27 - 29 | Croacia | Pafiako Stadium, Paphos, |  |

### Final de la Ronda 2
| 20 de mayo de 2017 | República Checa | 48 - 14 | Malta | Stadion Markéta, Prague,                                           |                                                                    |
| 14:00 (UTC+02)     |                 | Reporte |       | Asistencia: 500 espectadores Árbitro(s): Thomas Charabas (Francia) | Asistencia: 500 espectadores Árbitro(s): Thomas Charabas (Francia) |

## Ronda 3
| 27 de mayo de 2017 | República Checa | 47 - 19 | Hungría | Stadion ragby Císařka, Prague,                                     |                                                                    |
| 14:00 (UTC+02)     |                 | Reporte |         | Asistencia: 500 espectadores Árbitro(s): François Bouzac (Francia) | Asistencia: 500 espectadores Árbitro(s): François Bouzac (Francia) |

## Ronda 4

### Ronda 4A: Rugby Europe Trophy
| Puesto | Nación       | Partidos | Partidos | Partidos | Partidos | Puntos | Puntos | Puntos | Bonus | Clasificación |
| Puesto | Nación       | J        | G        | E        | P        | +      | -      | dif.   | Bonus | Clasificación |
| --- | ------------ | -------- | -------- | -------- | -------- | ------ | ------ | ------ | ----- | ------------- |
| 1 | Portugal     | 5        | 5        | 0        | 0        | 179    | 37     | +142   | 4     | 24            |
| 2 | Países Bajos | 5        | 3        | 0        | 2        | 159    | 94     | +65    | 3     | 15            |
| 3 | Suiza        | 5        | 3        | 0        | 2        | 140    | 122    | +18    | 1     | 13            |
| 4 | Polonia      | 5        | 3        | 0        | 2        | 73     | 73     | 0      | 0     | 12            |
| 5 | Moldavia     | 5        | 1        | 0        | 4        | 100    | 162    | -62    | 2     | 6             |
| 6 | Ucrania      | 5        | 0        | 0        | 5        | 52     | 215    | –163   | 0     | 0             |
| Los puntos de la clasificación se obtienen del siguiente modo: Victoria - 4 puntos Empate - 2 puntos 4 o más ensayos - 1 punto Derrota por 7 puntos o menos - 1 punto Derrota por más de 7 puntos - 0 puntos |              |          |          |          |          |        |        |        |       |               |

| 24 de septiembre de 2016 | Polonia | 22 - 0 | Ucrania | Arena Lublin, Lublin, |  |

| 5 de noviembre de 2016 | Ucrania | 12 - 54 | Países Bajos (BO) | Arena Lviv, Lviv, |  |

| 12 de noviembre de 2016 | (BO) Moldavia | 54 - 15 | Ucrania | Stadionul Central, Balti, |  |

| 19 de noviembre de 2016 | (BO) Países Bajos | 44 - 17 | Moldavia | NRCA Stadion, Ámsterdam, |  |

| 19 de noviembre de 2016 | Suiza | 10 - 28 | Portugal | Estadio de Yverdon, Yverdon-les-Bains, |  |

| 26 de noviembre de 2016 | Suiza | 29 - 26 | Moldavia (BD) | Estadio de Yverdon, Yverdon-les-Bains, |  |

| 18 de febrero de 2017 | (BO) Portugal | 35 - 10 | Polonia (BD) | CAR Rugby do Jamor, Lisboa, |  |
|                       |               | Reporte |              |                             |  |

| 4 de marzo de 2017 | Países Bajos | 10 - 26 | Portugal (BO) | NRCA Stadion, Ámsterdam, |  |
|                    |              | Reporte |               |                          |  |

| 11 de marzo de 2017 | (BO) Portugal | 59 - 0  | Moldavia | CAR Rugby do Jamor, Lisboa, |  |
|                     |               | Reporte |          |                             |  |

| 12 de marzo de 2017 | Suiza | 54 - 18 | Ucrania | Centre Sportif des Cherpines, Ginebra, |  |
|                     |       | Reporte |         |                                        |  |

| 18 de marzo de 2017 | Moldavia | 3 - 15 | Polonia | Estadio Balti, Balti, |  |

| 18 de marzo de 2017 | Países Bajos | 38 - 25 | Suiza | NRCA Stadion, Ámsterdam, |  |
|                     |              | Reporte |       |                          |  |

| 1 de abril de 2017 | Ucrania | 7 - 31 | Portugal | Estadio Chernomorets, Odesa, |  |

| 8 de abril de 2017 | Polonia | 14 - 13 | Países Bajos (BD) | Stadion Widzewa, Lodz, |  |

| 22 de abril de 2017 | Polonia | 12 - 22 | Suiza | Stadion Polonii, Varsovia, |  |

### Final de la Ronda 4
El ganador de la segunda ronda eliminatoria se enfrenta al campeón de esta categoría.
| 18 de noviembre de 2017 | Portugal | 45 - 12 | República Checa | Centro Desportivo Nacional do Jamor, Oeiras,                              |                                                                           |
| 15:00 (UTC+0)           |          |         |                 | Asistencia: 1000 espectadores Árbitro(s): Christopher Ridley (Inglaterra) | Asistencia: 1000 espectadores Árbitro(s): Christopher Ridley (Inglaterra) |

## Ronda 5: Rugby Europe Championship
| Puesto | Nación   | Partidos | Partidos | Partidos | Partidos | Puntos | Puntos | Puntos | Bonus | Clasificación |
| Puesto | Nación   | J        | G        | E        | P        | +      | -      | dif.   | Bonus | Clasificación |
| --- | -------- | -------- | -------- | -------- | -------- | ------ | ------ | ------ | ----- | ------------- |
| 1 | Rusia    | 8        | 4        | 0        | 4        | 226    | 144    | +82    | 4     | 20            |
| 2 | Alemania | 8        | 2        | 0        | 6        | 159    | 446    | –287   | 0     | 8             |
| 3 | Rumania  | 8        | 6        | 0        | 2        | 296    | 126    | +170   | 5     | –1*           |
| 4 | España   | 8        | 6        | 0        | 2        | 217    | 85     | +132   | 2     | –14*          |
| 5 | Bélgica  | 8        | 2        | 0        | 6        | 170    | 257    | –87    | 3     | –19*          |
| Los puntos de la clasificación se obtienen del siguiente modo: Victoria - 4 puntos Empate - 2 puntos 4 o más ensayos - 1 punto Derrota por 7 puntos o menos - 1 punto Derrota por más de 7 puntos - 0 puntos * Deducción de puntos |          |          |          |          |          |        |        |        |       |               |

Deducción de puntos
Tras el partido del 18 de marzo de 2018 entre Bélgica y España, se hizo público un llamado de la Federación Española de Rugby a World Rugby y Rugby Europa para que se repitiera el partido, tras el nombramiento de un árbitro rumano. En tanto, World Rugby también recibió quejas de países europeos que presentaban jugadores no elegibles, en violación del Reglamento 8, durante el proceso de calificación; contra las cinco naciones competidoras.

La apelación de España para que se reproduzca su partido se llevó a cabo mientras que el comité designado investigó a los jugadores inelegibles acusados, aunque el veredicto final en torno a Bélgica-España fue que el resultado se mantuviera.

La Comisión Independiente eliminó a Alemania y Rusia de los supuestos jugadores inelegibles, pero descubrió que Bélgica, Rumanía y España eran culpables de infringir la Regulación 8. El comité determinó que a cada nación se le deducirían 5 puntos por cada juego que haya enviado a un jugador inelegible o más de uno. La investigación reveló que Bélgica y Rumanía habían enviado jugadores no elegibles 6 veces (una deducción de 30 puntos) y España 8 veces (una deducción de 40 puntos) durante el proceso de calificación. Esto significaba que, con los puntos deducidos para las naciones respectivas, Rusia calificaría como Europa 1 y Alemania avanzaría a la cuarta ronda eliminatoria.
| 11 de febrero de 2017 | Alemania | 41 - 38 | Rumania (BD) | Stadion am Bieberer Berg, Offenbach del Meno,                     |                                                                   |
|                       |          | Reporte |              | Asistencia: 3,000 espectadores Árbitro(s): Maxime Chalon, Francia | Asistencia: 3,000 espectadores Árbitro(s): Maxime Chalon, Francia |

| 12 de febrero de 2017 | España | 16 - 6  | Rusia | Estadio Nacional Complutense, Madrid,                               |                                                                     |
|                       |        | Reporte |       | Asistencia: 8,000 espectadores Árbitro(s): Dudley Phillips, Irlanda | Asistencia: 8,000 espectadores Árbitro(s): Dudley Phillips, Irlanda |

| 18 de febrero de 2017 | Rumania | 13 - 3  | España | Stadionul Emil Alexandrescu, Iași, |                                 |
|                       |         | Reporte |        | Árbitro(s): Elia Rizzo (Italia)    | Árbitro(s): Elia Rizzo (Italia) |

| 18 de febrero de 2017 | (BD) Bélgica | 18 - 25 | Rusia | Estadio Rey Balduino, Bélgica,                                     |                                                                    |
|                       |              | Reporte |       | Asistencia: 2,500 espectadores Árbitro(s): Salem Attalah (Francia) | Asistencia: 2,500 espectadores Árbitro(s): Salem Attalah (Francia) |

| 4 de marzo de 2017 | Rusia | 10 - 30 | Rumania (BO) | Estadio Central de Sochi, Sochi,                                    |                                                                     |
|                    |       | Reporte |              | Asistencia: 2,000 espectadores Árbitro(s): Sean Gallagher (Irlanda) | Asistencia: 2,000 espectadores Árbitro(s): Sean Gallagher (Irlanda) |

| 4 de marzo de 2017 | Alemania | 34 - 29 | Bélgica (BD) | Stadion am Bieberer Berg, Offenbach del Meno,                           |                                                                         |
|                    |          | Reporte |              | Asistencia: 4,126 espectadores Árbitro(s): Iñigo Atorrasagasti (España) | Asistencia: 4,126 espectadores Árbitro(s): Iñigo Atorrasagasti (España) |

| 11 de marzo de 2017 | Alemania | 15 - 32 | España | Sportpark Höhenberg, Colonia,                                     |                                                                   |
|                     |          | Reporte |        | Asistencia: 4,500 espectadores Árbitro(s): Lloyd Linton (Escocia) | Asistencia: 4,500 espectadores Árbitro(s): Lloyd Linton (Escocia) |

| 11 de marzo de 2017 | Bélgica | 17 - 33 | Rumania (BO) | Estadio Rey Balduino, Bruselas,                                      |                                                                      |
|                     |         | Reporte |              | Asistencia: 3,000 espectadores Árbitro(s): Claudio Blessano (Italia) | Asistencia: 3,000 espectadores Árbitro(s): Claudio Blessano (Italia) |

| 18 de marzo de 2017 | (BO) España | 30 - 0  | Bélgica | Estadio Nacional Complutense, Madrid,                                 |                                                                       |
|                     |             | Reporte |         | Asistencia: 1,000 espectadores Árbitro(s): Vlad Iordăchescu (Rumania) | Asistencia: 1,000 espectadores Árbitro(s): Vlad Iordăchescu (Rumania) |

| 19 de marzo de 2017 | (BO) Rusia | 52 - 25 | Alemania | Estadio Central de Sochi, Sochi,                                    |                                                                     |
|                     |            | Reporte |          | Asistencia: 2,500 espectadores Árbitro(s): Cédric Marchat (Francia) | Asistencia: 2,500 espectadores Árbitro(s): Cédric Marchat (Francia) |

Según el formato establecido, el vencedor del Rugby Europe Trophy 2016-17 (Portugal) y el último clasificado del Rugby Europe Championship 2017 (Bélgica) debieron jugar un partido de play-off de promoción. Si Portugal hubiese vencido a Bélgica, todos los partidos del resto de equipos del Rugby Europe Championship jugados contra los belgas no hubiesen sido tomados en cuenta a la hora de la clasificación final combinada 2017-18 (mismo caso que con los partidos de Georgia, pero en su caso por estar ya clasificado para el mundial 2019 de antemano). Del mismo modo los de Portugal no hubiesen contabilizado en la combinada del Rugby Europe Trophy.
Partido de promoción:
| 20 de mayo de 2017 | Bélgica | 29 - 18 | Portugal | King Baudouin Stadium, Bruselas,                                  |                                                                   |
| 16:00 (UTC+02)     |         | Reporte |          | Asistencia: 1,820 espectadores Árbitro(s): Frank Murphy (Irlanda) | Asistencia: 1,820 espectadores Árbitro(s): Frank Murphy (Irlanda) |

| 10 de febrero de 2018 | (BD) Rusia | 13 - 20 | España | Krasnodar Stadium, Krasnodar,                                      |                                                                    |
|                       |            | Reporte |        | Asistencia: 11,500 espectadores Árbitro(s): Frank Murphy (Irlanda) | Asistencia: 11,500 espectadores Árbitro(s): Frank Murphy (Irlanda) |

| 10 de febrero de 2018 | (BO) Rumania | 85 - 6  | Alemania | Cluj Arena, Cluj,                                                  |                                                                    |
|                       |              | Reporte |          | Asistencia: 1,500 espectadores Árbitro(s): Maxime Burlet (Bélgica) | Asistencia: 1,500 espectadores Árbitro(s): Maxime Burlet (Bélgica) |

| 17 de febrero de 2018 | (BO) Rusia | 48 - 7  | Bélgica | Krasnodar Stadium, Krasnodar,                                           |                                                                         |
|                       |            | Reporte |         | Asistencia: 6,000 espectadores Árbitro(s): Iñigo Atorrasagasti (España) | Asistencia: 6,000 espectadores Árbitro(s): Iñigo Atorrasagasti (España) |

| 18 de febrero de 2018 | España | 22 - 10 | Rumania | Estadio Nacional Complutense, Madrid,                                 |                                                                       |
|                       |        | Reporte |         | Asistencia: 15,000 espectadores Árbitro(s): Thomas Charabas (Francia) | Asistencia: 15,000 espectadores Árbitro(s): Thomas Charabas (Francia) |

| 3 de marzo de 2018 | (BO) Bélgica | 69 - 15 | Alemania | King Baudouin Stadium, Bruselas,                                    |                                                                     |
|                    |              | Reporte |          | Asistencia: 1,600 espectadores Árbitro(s): Sean Gallagher (Irlanda) | Asistencia: 1,600 espectadores Árbitro(s): Sean Gallagher (Irlanda) |

| 3 de marzo de 2018 | Rumania | 25 - 15 | Rusia | Cluj Arena, Cluj,                                                   |                                                                     |
|                    |         | Reporte |       | Asistencia: 2,000 espectadores Árbitro(s): Alexandre Ruiz (Francia) | Asistencia: 2,000 espectadores Árbitro(s): Alexandre Ruiz (Francia) |

| 10 de marzo de 2018 | (BO) Rumania | 62 - 12 | Bélgica | Stadionul Municipal, Buzau,                                          |                                                                      |
|                     |              | Reporte |         | Asistencia: 2,000 espectadores Árbitro(s): Sam Grove-White (Escocia) | Asistencia: 2,000 espectadores Árbitro(s): Sam Grove-White (Escocia) |

| 11 de marzo de 2018 | (BO) España | 84 - 10 | Alemania | Estadio Nacional Complutense, Madrid,                              |                                                                    |
|                     |             | Reporte |          | Asistencia: 15,753 espectadores Árbitro(s): Marius Mitrea (Italia) | Asistencia: 15,753 espectadores Árbitro(s): Marius Mitrea (Italia) |

| 18 de marzo de 2018 | Bélgica | 18 - 10 | España | King Baudouin Stadium, Bruselas,       |                                        |
|                     |         | Reporte |        | Árbitro(s): Vlad Iordăchescu (Rumania) | Árbitro(s): Vlad Iordăchescu (Rumania) |

| 18 de marzo de 2018 | Alemania | 3 - 57  | Rusia (BO) | Sportpark Höhenberg, Colonia,        |                                      |
|                     |          | Reporte |            | Árbitro(s): Ian Tempest (Inglaterra) | Árbitro(s): Ian Tempest (Inglaterra) |

## Ronda 6: Play-off final
El segundo clasificado del Rugby Europe International Championships 2016-18 y el ganador de la final de la cuarta ronda de clasificación se enfrentarán para determinar el representante europeo en la repesca.
| 16 de junio de 2018 | Alemania | 16 - 13 | Portugal | Fritz-Grunebaum-Sportpark, Heidelberg                            |                                                                  |
| 15:00 (UTC+2)       |          | Reporte |          | Asistencia: 2700 espectadores Árbitro(s): Tom Foley (Inglaterra) | Asistencia: 2700 espectadores Árbitro(s): Tom Foley (Inglaterra) |

Alemania, como ganadores de este partido, avanza a la Fase de repesca para la Copa Mundial de Rugby de 2019.